# Рікардо Хіменес Ореамуно
Ромуальдо Рікардо Хіменес Ореамуно (ісп. Romualdo Ricardo Jiménez Oreamuno; 6 лютого 1859 — 4 січня 1945) — костариканський політик, тричі обіймав посаду президента Коста-Рики.

## Біографія
Народився в сім'ї президента Хесуса Хіменеса Самори й Есмеральди Оймуно Гутьєррес, дочки голови держави Франсіско Марії Ореамуно Бонільї.
Був одружений двічі: вперше з Беатріс Саморою Лопес, удруге — з Марією Еухенією Кальво Бадією. Від другого шлюбу народилась дочка Есмеральда Хіменес Кальво.
Середню освіту здобував у коледжі Сан-Луїс Гонзага-де-Картаго, після чого закінчив юридичний факультет Університету Санто-Томас, яким 1888 року він деякий час керував на правах в. о. ректора. Розробив та опублікував навчальний курс із суспільних дисциплін і численні статті й есе з суспільних питань і питань права. Також був власником ранчо у Картаго та Пунтаренасі, неодноразово обирався членом благодійної ради Сан-Хосе.
В останні роки свого життя, попри похилий вік, мав адвокатську практику та регулярно публікував статті у пресі. Він жив у дуже скромних умовах в орендованому будинку, однак пропозиція провести збір коштів серед населення на купівлю будинку рішуче відкинув.

## Політична кар'єра
За часів першої адміністрації президента Бернардо Сото Альфаро Хіменес отримав посаду представника Коста-Рики в Нікарагуа, Сальвадорі та Мексиці (1885), під час військової надзвичайної ситуації, спричиненої кампанією президента Гватемали Хусто Руфіно Барріоса з військового об'єднання держав Центральної Америки.
За часів другої адміністрації Бернардо Сото Альфаро був повноважним представником Коста-Рики в Мексиці (1886), міністром внутрішніх справ і поліції, міністром народної освіти (1886), депутатом і президентом Центральноамериканського конгресу Сан-Хосе (1888—1889), міністром із зовнішніх зв'язків (жовтень-листопад 1889 і 1889—1890), міністром фінансів і торгівлі (1889—1890).

### Голова Верховного суду
У травні 1890 року, попри свою молодість, на знак визнання його таланту та юридичних знань, 31-річного Хіменеса обрали головою Верховного суду на період 1890—1894 років. Він остаточно відмовився від посади 1892, після того як президент Хосе Хоакін Родрігес Селедон оголосив про розпуск Конгресу.

### Заступник і голова Конгресу
1902 року Хіменес став депутатом від Картаго на період 1902—1906 років, а 1903 — головою Конституційного конгресу та обіймав ту посаду до 1904 року. Від 1902 до 1906 року також був першим «у черзі» на посаду президента Республіки.
1906 року був обраний депутатом від Сан-Хосе та відзначився своїми зусиллями з протидії політиці транснаціональній корпорації United Fruit Company. Від 1909 до 1910 року знову був головою Конституційного конгресу.

### Перший президентський термін (1910—1914)
За результатами виборів 1909—1910 років Хіменес здобув переконливу перемогу над Рафаелем Іглесіасом Кастро та був обраний президентом Республіки на період 1910—1914 років. У той час його рідне місто Картаго було практично зруйновано землетрусом.

### Суддя Верховного суду
1917 року, після військового перевороту на чолі з Федеріко Тіноко Ґранадосом, пішов з політики та відмовився брати участь у складанні проєкту Конституції 1917 року поряд із іншими колишніми президентами. У 1919—1920 роках був суддею Верховного суду.

### Другий президентський термін (1924—1928)
1922 року знову був обраний депутатом від Сан-Хосе, втім свій термін він не завершив, оскільки 1924 року знову був обраний президентом: на президентських виборах у грудні 1923 року його кандидатура виборола більшість голосів, але не набрала абсолютної більшості, тому Конституційний конгрес мав визначити переможця між Хіменесом та Альберто Ечанді Монтеро, кандидатом від Аграрної партії. За підтримки Реформістської партії, яку очолював генерал Хорхе Воліо Хіменес, Республіканська партія зуміла зміцнити позиції Хіменеса в Конгресі, та його було проголошено обраним президентом.

### Третій президентський термін (1932—1936)
Від 1928 до 1932 року відійшов від політичного життя, хоч і обирався депутатом у 1930—1932 роках, однак фактично ту посаду не займав, щоб уникнути конфронтації з президентом Клето Гонсалесом Вікесом. На президентських виборах у лютому 1932 року його кандидатура здобула найбільшу кількість голосів, але не абсолютну, і знову Конгрес мав визначити переможця між Хіменесом і Мануелем Кастро Кесадою. Втім відмовився від своєї участі у другому турі у зв'язку з участю в путчі, відомому як «Bellavistazo», й Конституційний конгрес оголосив Хіменеса обраним президентом.
1936 року залишивши посаду президента, 77-річний Хіменес категорично заявив, що його політичну кар'єру завершено. Тим не менше, 1939 року він висунув свою кандидатуру на президентських виборах, але під тиском президента Леона Кортеса Кастро був змушений її зняти на користь Рафаель Анхеля Кальдерона Ґвардії, який набирав популярність.

### Основні досягнення
- Відновлення міста Картаго після землетрусу 1910 року.
- Активне будівництво громадських будівель, доріг, мостів і трубопроводів.
- Відкриття Banco de Crédito Hipotecario та Banco Nacional de Seguros (нині Національний інститут страхування) 1924 року.
- Завершення електрифікації залізниці вздовж узбережжя Тихого океану.
- Будівництво Національного стадіону.
- Ініціювання будівництва порту в Пунтаренасі.
- Відкриття Головного поштового відділення, сільськогосподарської школи.
- Створення Міністерства охорони здоров'я.
- Створення медичних пунктів Unidades Sanitarias для забезпечення ліками від малярії й анкілостоми.